# 弘前大学教育学部附属中学校
弘前大学教育学部附属中学校（ひろさきだいがくきょういくがくぶふぞくちゅうがっこう, Junior High School Attached to the Faculty of Education, Hirosaki University）は、青森県弘前市大字学園町にある弘前大学教育学部附属の国立中学校。
附属幼稚園と附属小学校に隣接している。

## 概要
歴史
1948年（昭和23年）創立の「青森師範学校附属中学校」を前身とする。翌1949年（昭和24年）の新制大学発足により「弘前大学青森師範学校附属中学校」となる。弘前大学教育学部の附属中学校は多い時で「弘前」・「駒越」・「野辺地」の3校あったが、まず1965年（昭和40年）に駒越を弘前に統合、翌1966年（昭和41年）には野辺地を弘前に統合し1校となった。2013年（平成25年）に創立65周年を迎えた。
校訓（教育目標）
「自主・創造・気品」
校章
旭日章を背景にして、中央に「附中」の文字（縦書き）を置いている。
校歌
作詞は小野正文、作曲は伊藤秀俊による。歌詞は3番まであり、校名は登場しない。
根っこの歌
上記の校歌とは別に「根っこの歌」がある。作詞は澁谷正民、作曲は伊藤英俊による。歌詞に「附中」が登場する。
通学区域
弘前市内に限らず広範囲から生徒が通学している。
進学
附属高校は存在しない為、ほぼ全員が外部の高校へ進学する。生徒の多くは市内にある青森県立弘前高等学校へ進学し、同高校在籍生徒の出身中学校では最も多数を占めているという。

## 沿革
旧・附属弘前中学校（ひろさき）
- 1948年（昭和23年）
  - 4月13日 - 「青森師範学校附属弘前中学校」（新制中学校）が開校。
  - 5月26日 - 自治会規約を制定。
  - 6月2日 - 第1回定例議会を開催。
  - 7月13日 - 第1回 弘・秋附中交歓試を秋田市で開催。
- 1949年（昭和24年）
  - 6月1日 - 新制・弘前大学の発足により、青森師範学校が教育学部の母体として包括されたため、「弘前大学青森師範学校附属弘前中学校」に改称。
  - 11月4日 - 第1回附中祭を開催。
- 1950年（昭和25年）6月 - 附中新聞活版を創刊。
- 1951年（昭和26年）
  - 3月31日 - 生徒会誌「根っこ」を創刊。
  - 4月1日 - 青森師範学校が廃止され、「弘前大学教育学部附属弘前中学校」に改称。
- 1952年（昭和27年）4月 - 生徒手帳が完成。
- 1957年（昭和32年）5月30日 - 女子制服を改定。
- 1961年（昭和36年）10月30日 - 技術科教室が完成。
- 1965年（昭和40年）
  - 4月1日 - 附属駒越中学校を統合し、「弘前大学教育学部附属中学校」に改称。
  - 5月26日 - 取上の新校舎に移転を完了。
- 1966年（昭和41年）
  - 2月26日 - 駐輪場が完成。
  - 4月1日 - 附属野辺地中学校を統合。附属中学校が1校となる。

旧・附属駒越中学校（こまごし）
- 1948年（昭和23年）4月13日 - 「青森師範学校附属駒越中学校」（新制中学校）が開校。
- 1949年（昭和24年）6月1日 - 新制・弘前大学の発足により、青森師範学校が教育学部の母体として包括されたため、「弘前大学青森師範学校附属駒越中学校」に改称。
- 1951年（昭和26年）4月1日 - 青森師範学校が廃止され、「弘前大学教育学部附属駒越中学校」に改称。
- 1965年（昭和40年）3月31日 - 附属弘前中学校への統合により閉校。

旧・附属野辺地中学校（のへじ）
- 1947年（昭和22年）4月1日 - 学制改革（六・三制の実施）が行われる。
  - 青森青年師範学校附属青年学校が改組され、「青森青年師範学校附属中学校」（新制中学校）となる。
- 1949年（昭和24年）6月1日 - 新制・弘前大学の発足により、青森青年師範学校が教育学部の母体として包括される。
  - 「弘前大学青森青年師範学校附属中学校」に改称。
- 1951年（昭和26年）4月1日 - 青森青年師範学校が廃止され、「弘前大学教育学部附属野辺地中学校」に改称。
- 1966年（昭和41年）3月31日 - 附属中学校の統合により閉校。

統合後
- 1966年（昭和41年）
  - 4月1日 - 附属中学校が「弘前大学教育学部附属中学校」1校となる。
  - 5月27日 - テニスコートが完成。
- 1967年（昭和42年）9月2日 - JRCが発足。
- 1968年（昭和43年）
  - 6月23日 - 野球場が完成。
  - 9月6日 - バレーボールコートが完成。
- 1980年（昭和55年）6月10日 - 自転車通学者がヘルメット着用となる
- 1981年（昭和56年）4月20日 - 教育実習棟が完成。
- 1985年（昭和60年）11月25日 - 武道場が完成。
- 1990年（平成2年）4月6日 - 1学級の定員を40名とする。
- 1991年（平成3年）4月6日 - 学帽を自由化。
- 2004年（平成16年）
  - 3月22日 - 校舎の改修工事が完了。
  - 4月1日 - 国立大学法人化。
- 2008年（平成20年）5月26日 - 体育館が完成。
- 2019年（令和元年） - 附中祭の5大コンクールのうち、ファッション・学級旗コンクールが廃止される。144期自治会では、販売局が廃止される。
- 2021年（令和3年） - クラス数が5クラスから4クラスに改定される。

## 部活動
運動部
- 野球部
- サッカー部（2021年廃部）
- 陸上部
- ソフトテニス部
- バレーボール部
- バスケットボール部
- 卓球部
- 水泳部　(2026年廃部予定)
- 剣道部
- バドミントン部

文化部
- 美術部
- 演劇部
- 囲碁将棋部
- オーケストラ部

## 主な出身者
- 船木誠勝（プロレスラー、YouTuber）
- 駒井蓮 （女優、タレント）